# ك. ديب
ك. ديب (بالبنجابية: ਕੇ. ਦੀਪ)‏ (10 ديسمبر 1940 - 22 أكتوبر 2020)، هو مغني هندي، ولد في يانغون في ميانمار.

## وصلات خارجية
- ك. ديب على موقع ميوزك برينز (الإنجليزية)